# 学校法人三幸学園
学校法人三幸学園（がっこうほうじんさんこうがくえん）とは、東京都文京区に所在する学校法人。

## 沿革
- 1974年 千葉県市川市にて創業する。
- 1984年 「日本歯科助手専門学校」が東京都知事認可専修学校になる。
- 1985年「学校法人三幸学園」を設立し、日本歯科助手専門学校[注釈 1]が学校法人立専修学校になる。
- 1986年「東京医療秘書専門学校」、「大阪医療秘書歯科助手専門学校」を開校する。
- 1989年 大阪医療秘書歯科助手専門学校で介護福祉士養成課程を開始する。
- 1992年 「大阪リゾート＆スポーツ専門学校」を開校する。
- 2000年 「東京ビューティーアート専門学校」他を開校する。
- 2005年 「札幌リゾート＆スポーツ専門学校」を開校する。
- 2006年 「東京こども専門学校」を開校する。
- 2007年 東京未来大学を開設。
- 2008年 認証保育所「ぽけっとランドおかちまち」を開設する。
- 2009年 「千葉リゾート＆スポーツ専門学校」、「札幌ブライダル専門学校」、「飛鳥未来高等学校」他を開校する。
- 2010年 「東京スイーツ＆カフェ専門学校」他を開校する。
- 2012年 「仙台ウェディング＆ブライダル専門学校」他を開校し、東京未来大学にモチベーション行動科学部を開設する。学校法人辻学園と合併して辻学園調理・製菓専門学校を引き継ぐ。
- 2014年 学校法人小田原女子短期大学と合併して「小田原女子短期大学」を引き継ぐ。発達学習支援「東京未来大学こどもみらい園」を開園する。
- 2015年 「東京未来大学福祉保育専門学校」を開校する。
- 2016年 「名古屋辻学園調理専門学校」他を開校する。
- 2017年 通信制「飛鳥未来きずな高等学校」を開校する。
- 2024年「飛鳥未来きぼう高等学校」を開校する。

## 設置校

### 大学
- 東京未来大学
- 小田原短期大学

### 高等学校
- 飛鳥未来高等学校
- 飛鳥未来きずな高等学校
- 飛鳥未来きぼう高等学校

### 学びの多様化学校（旧・不登校特例校）
- 東京みらい中学校

### 特別支援学校
- 支援学校仙台みらい高等学園

### 認定こども園
- 東京未来大学みらいこども園

### 専修学校
全国に64校設置している。